# Julio González González
Julio González González (Villorquite del Páramo, Saldaña, província de Palència, 7 d'octubre de 1908 – Madrid, 22 d'agost de 1991) va ser un historiador i medievalista espanyol.

## Biografia
Des de molt jove va treballar a la Biblioteca Municipal de Salamanca. El 1934 va guanyar l'oposició al Cos Facultatiu d'Arxivers. Va continuar a la mateixa ciutat, al seu Arxiu Històric. Allí, a més d'organitzar els seus fons, dia a dia va anar fent fitxes sobre diversos temes de recerca històrica castellana i lleonesa, que després es plasmarien en algunes de les seves obres.
Va passar la Guerra Civil a Madrid. El 1941 va ocupar plaça a l'Arxiu Històric Nacional de Madrid, on per un temps va ser el seu Secretari. En aquesta ciutat es va casar amb la sevillana Concha Salazar, també arxivera.
El 1944 es va traslladar a Sevilla com a Catedràtic d'Història. Va compatibilitzar la docència amb la seva condició d'arxiver, ja que va catalogar diversos fons del Arxiu d'Índies. En aquesta ciutat, a partir de la lectura directa de la les fonts escrites, va començar a publicar part de la seva obra, bàsica per al desenvolupament de la historiografia medieval de Castella i Lleó. Per a la història d'Andalusia la seva labor va ser fonamental, en ser la primera persona que va publicar un dels Llibres de Repartiment; si escau (1947), el de Sevilla. I per la d'Amèrica, és molt important la publicació de diversos mapes i plànols de l'Arxiu d'Índies.
Com relata un altre gran historiador, Antonio Domínguez Ortiz, company seu en la Universitat de Sevilla, mai va buscar honors i reconeixements públics com, per exemple, el d'ingressar en la Reial Acadèmia de la Història; institució a la qual sempre es va negar a entrar. Enemic de les lluites internes de la Universitat espanyola, es va centrar en la seva labor com a investigador. El seu treball callat i directe amb els documents i la seva posterior publicació era el que més li satisfeia.
Després de sofrir diverses desavinences a la Universitat de Sevilla, es va traslladar a la Universitat Complutense de Madrid en el curs 1960/61. La seva docència es va desenvolupar allí fins al curs 1977/78, quan es va jubilar. La seva labor com a investigador va continuar de forma fructífera i només es va interrompre un any abans de la seva defunció. La Universitat Complutense de Madrid li va rendir un homenatge el 1986 i va publicar un llibre titulat "Estudios dedicados al profesor Don Julio González González". Com a tardà reconeixement oficial, el 1987, se li va atorgar el Premio Nacional de Història de España pel seu llibre sobre Ferran III.
Va ser catedràtic abans de jubilar-se de la Universitat Complutense de Madrid. És considerat com un dels millors medievalistes contemporanis. Tant, que els seus treballs de recerca són consulta imprescindible per al coneixement del que s'ha anomenat Plena Edat Mitjana peninsular.

## Obra

### Llibres
- Índices del Archivo Histórico de Protocolos de Salamanca. Madrid, 1942.
- Regesta de Fernando II. Madrid, 1943.
- El maestro Juan de Segovia y su biblioteca. Madrid, 1944.
- Alfonso IX. 2 vol. Madrid, 1944/45.
- Repartimiento de Sevilla. Madrid, 1951.
- Planos de ciudades iberoamericanas y filipinas existentes en el Archivo de Indias. 2 vol. Madrid, 1951.
- El reino de Castilla en la época de Alfonso VIII. 3 vol. Madrid, 1960.
- Catálogos de mapas y planos de Venezuela. Madrid, 1968.
- Catálogos de mapas y planos de Santo Domingo. Madrid, 1973.
- Repoblación de Castilla la Nueva. 2 vol. Madrid, 1975/76.
- Catálogo de mapas y planos de la Florida y la Luisiana. Madrid, 1979.
- Reinado y diplomas de Fernando III. 3 vol. Córdoba, 1980/83 y 86.
- Dirección de la Historia de Palencia. 2 vol. Palencia, 1984.

### Articles més importants
- "El retablo mayor de Sancti Spiritus de Salamanca". Archivo Español de Arqueología (1942).
- "Repoblación de Mansilla". Hispania, VII (1942). P. 279-286.
- "Fuero de Benavente de 1167". Hispania, IX (1942). P. 619-626.
- "La catedral vieja de Salamanca y el probable autor de la torre del Gallo". Archivo Español de Arqueología, 55 (1943). P. 39-50.
- "La clerecía de Salamanca durante la Edad Media". Hispania, XII (1943). P. 409-430.
- "Repoblación de la Extremadura leonesa". Hispania, XII (1943). P. 195-273.
- "Los sellos concejiles de España en la Edad Media". Hispania, XV (1945). P. 339-384.
- "Notas sobre los orígenes de la Universidad de Salamanca". Boletín de la Biblioteca Menéndez Pelayo, XXII (1946). P. 45-61.
- "Origen de la marina real de Castilla". Revista de Archivos, Bibliotecas y Museos, LIV (1948). P. 229-253.
- "Navarros y castellanos". XII Semana de Estudios Medievales, Pamplona, 1974. P. 229-253.
- "La Extremadura castellana al mediar el siglo XIII". Hispania, XXXIV, 127 (1974). P. 265-424.
- "La población de Sevilla a fines del siglo XIV". Hispania, XXXV, 128 (1975). P. 49-74.
- "Repoblación de la Mancha". VII Centenario del Infante Don Fernando de la Cerda (1275-1975). Madrid, 1976.